# عدسی باریک

عدسی را می‌توان عدسی بارک در نظر گرفت که ضخامت آن بسیار کمتر از شعاع انحنای سطوح آن باشد (و).

در نورشناسی، عدسی بارک، عدسی است با ضخامتی (فاصله در امتداد محور نوری بین دو سطح عدسی) که در مقایسه با شعاع انحنای سطوح عدسی ناچیز است. به عدسی‌هایی که ضخامت آنها قابل اغماض نیست، گاهی عدسی‌های ضخیم گفته می‌شود.
تقریب عدسی باریک اثرات نوری را به دلیل ضخامت عدسی‌ها نادیده می‌گیرد و محاسبات ردیابی پرتو را ساده می‌کند. این روش اغلب در روش‌هایی مانند تجزیه و تحلیل ماتریس انتقال پرتو با تقریب پیرامحوری ترکیب می‌شود.

## فاصله کانونی
فاصله کانونی، f، یک عدسی در هوا توسط معادله سازندهٔ عدسی ارائه می‌شود:
{\displaystyle {\frac {1}{f}}=(n-1)\left[{\frac {1}{R_{1}}}-{\frac {1}{R_{2}}}+{\frac {(n-1)d}{nR_{1}R_{2}}}\right],}
که در آن n ضریب شکست مواد لنز است، و R1 و R2 شعاع انحنای دو سطح هستند. برای یک عدسی باریک، d بسیار کوچک‌تر از یکی از شعاع انحنای (یا R1 یا R2) است. در این شرایط، آخرین جمله معادله سازنده‌عدسی قابل اغماض می‌شود و می‌توان فاصله کانونی عدسی باریک در هوا را با
{\displaystyle {\frac {1}{f}}\approx \left(n-1\right)\left[{\frac {1}{R_{1}}}+{\frac {1}{R_{2}}}\right].}
در اینجا R1 در صورت کوژ بودن سطح اول مثبت و در صورت کاو بودن منفی در نظر گرفته می‌شود. علائم برای سطح پشتی لنز معکوس می‌شوند: R2 در صورت کاو بودن مثبت است و در صورت کوژ بودن منفی است. این یک قرارداد علامت دلخواه است. برخی از نویسندگان علائم مختلفی را برای شعاع انتخاب می‌کنند که این امر معادله فاصله کانونی را تغییر می‌دهد.

## شکل‌گیری تصویر

## اپتیک فیزیکی
در نورشناسی موج اسکالر، عدسی بخشی است که فاز جبهه-موج را تغییر می‌دهد. از نظر ریاضی این را می‌توان یک ضرب جبهه-موج با تابع زیر دانست:
{\displaystyle \exp \left({\frac {2\pi i}{\lambda }}{\frac {r^{2}}{2f}}\right)} .